# Долинский солеварный завод
Долинский солеварный завод (укр. Долинський солевиварювальний завод) — предприятие пищевой промышленности в городе Долина Ивано-Франковской области.

## История
Территория современного Долинского района (в том числе, окрестности города Долина) известна как место добычи соли с X века. Во внутренней зоне Предкарпатского прогиба в полосе развития воротыщенской соленосной формации миоцена находится несколько соляных месторождений, одним из которых является Долинское месторождение каменных солей.
В сентябре 1939 года на территории Западной Украины была установлена Советская власть, после чего соляные промыслы были переданы в ведение главного управления «Главсоль» наркомата пищевой промышленности СССР.
После начала Великой Отечественной войны в 1941 году Долинский район Ивано-Франковской области был оккупирован наступавшими немецкими войсками, но после завершения боевых действий началось его восстановление.
В соответствии с четвёртым пятилетним планом восстановления и развития народного хозяйства СССР соляной завод был вновь введён в эксплуатацию и к началу 1950х годов являлся одним из крупнейших предприятий города.
Сырьевой базой завода являлись естественные рассолы Долинского месторождения, которые поступали на переработку из буровых скважин, общие вопросы развития предприятий соляной промышленности в это время определял Всесоюзный научно-исследовательский институт соляной промышленности (в г. Артёмовск Донецкой области).
В 1979—1981 гг. на территории Ивано-Франковской области были проведены геологоразведочные работы по уточнению запасов и границ месторождений каменных солей.
В советское время Долинский соляной завод входил в число ведущих предприятий города.
После провозглашения независимости Украины Долинский солевыварочный комбинат (укр. Долинський солевиварювальний комбінат) — в состав которого входили Долинский и Болеховский сользаводы — перешёл в ведение ассоциации «Укрсоль».
В марте 1995 года Верховная Рада Украины внесла завод в перечень предприятий, приватизация которых запрещена в связи с их общегосударственным значением.
В августе 1997 года завод был включён в перечень предприятий, имеющих стратегическое значение для экономики и безопасности Украины, приватизация которых запрещена.
В начале мая 2016 года Кабинет министров Украины направил на рассмотрение Верховной Рады Украины законопроект № 4536 о возможности приватизации 391 государственного предприятия (в том числе, Долинского солеварного завода).
20 ноября 2019 года завод был передан в управление Фонда государственного имущества Украины.